# 姚孫榘
姚孙榘，号石岭，南直隸安庆府桐城縣人，明朝政治人物，同進士出身。

## 生平
治春秋，行四，辛丑年二月二十九日生。万历四十六年戊午科乡试二十三名，天啟二年（1622年），登進士，礼部观政，三年任浙江龍遊縣知縣，引發许都之乱。七年起补晋江知县，為官不擾民，并訓練武裝抵禦盜亂。崇祯四年（1631年）考选，擢江西道御史，章奏皆中时弊。有锦衣项震乘醉殺妻，在其巡地，立訊服辜，而震爲當國私人，觸犯忌諱，左遷上林苑典簿。七年升南京吏部主事，历本司郎中，九年出任大名道佥事，十一年升浙江参议，十二年升福建副使，建節漳南，復以计典左遷，辞官歸。歸自楚中，捐赈捐饷，優赡寡姊，訓嫁諸甥，不啻己出。官至尚宝司卿，祀鄉賢祠。

## 家族
曾祖希廉。祖自虞，贡士。父姚之蘭，进士，汀州府知府。母方氏，娶妻吴氏，子文灼、文爍。